# 天主教阿內霍教區
天主教阿內霍教區（拉丁語：Dioecesis Anehensis）是多哥一個羅馬天主教教區，屬洛美總教區。
教區成立於1994年7月1日，包括濱海區東部三區。2012年有教友206,233人（佔轄區總人口23.8%）、廿七個堂區、七十八名司鐸。現任教區主教為依撒格·若格·阿貝門亞·科喬·加洛。